# Tyska skadestånd efter andra världskriget
Efter andra världskriget betalade Västtyskland, Östtyskland och tyska företag flera former av krigsskadestånd till de allierade och till personer som utsatts för förföljelser, tvångsarbete eller brott mot mänskligheten. Potsdamkonferensen fastställde villkoren för ockupationen av Tyskland.
USA och Storbritannien tog över intellektuell egendom för stora belopp, framför allt patent och varumärken.
Nederländerna begärde först kontant skadestånd. När de inte fick detta beviljat bytte de sitt krav till att annektera tyskt territorium. Bara en bråkdel av deras anspråk beviljades – se Nederländernas annektering av tyskt territorium. Nederländerna fick till slut ett område på 69 km² som återköptes av Västtyskland 1957.
Trots att Västtysklands utbetalningar av skadestånd var större än det bistånd de tog emot genom Marshallplanen, upplevde landet stor ekonomisk tillväxt under 1950- och 1960-talet – se Wirtschaftswunder.
Som en följd av Nazitysklands och Sovjetunionens angrepp hade Polen utsatts för enorm förstörelse av sin industri (62 % förstörd), dess infrastruktur (84 %) och stora människoförluster (16,7 % av sina medborgare under kriget). Materiell kompensation från Tyskland för dessa förluster har uppskattats uppgå till cirka 525 000 000 000 € eller  640 000 000 000 $ i 2004 års bytesvärden. Den 23 augusti 1953 meddelade Folkrepubliken Polen (under påtryckning från Sovjetunionen) att de ensidigt skulle avstå från sin rätt till krigsskadestånd från Östtyskland den 1 januari 1954 med undantag av skadestånd för nazistiska förtryck och grymheter. Östtyskland i sin tur var tvunget att acceptera gränsen Oder-Neisse. Västtyskland betalade inte ut något skadestånd till icke-judiska mottagare för skadorna i Polen tills Gierek-Schmidt-avtalet, undertecknat 1975 i Warszawa, som gav Polen 1,3 miljarder D-mark. Efter den tyska återföreningen krävde Polen återigen skadestånd som en reaktion på att tyska flyktingorganisationer krävt ersättning för förlorad egendom i före detta tyska områden i Polen. År 1992 grundades Stiftelsen för polsk-tysk försoning av de polska och tyska regeringarna, och som resultat betalade Tyskland ut cirka 4,7 miljarder zł till polska drabbade. Det pågår en debatt bland polska folkrättsliga experter om Polen fortfarande har rätt att kräva krigsskadestånd, vissa av dem hävdar att 1954 års deklaration var rättsvidrig.